# Hồ Nhật Nguyệt
Hồ Nhật Nguyệt (tiếng Trung: 日月潭; bính âm: Rìyuè tán; Bạch thoại tự: Ji̍t-goa̍t-thâm; Thiệu: Zintun, tiếng Hán Việt là Nhật Nguyệt Đàm) là một hồ ở Ngư Trì, Nam Đầu, Đài Loan. Nó là hồ nước lớn nhất tại Đài Loan. Khu vực xung quanh hồ là nhà của bộ tộc người Thiệu, một trong những thổ dân của Đài Loan. Hồ Nhật Nguyệt bao quanh những cù lao nhỏ được gọi là Lạp Lỗ. Phía Đông của hồ trông giống mặt trời trong khi đó phía Tây trông giống mặt trăng do đó hồ được gọi là Nhật Nguyệt.
Hồ Nhật Nguyệt nằm cao hơn 748 m (2.454 ft) so với mực nước biển. Nó sâu 27 m (89 ft) và diện tích bề mặt chiếm xấp xỉ 7,93 km2 (3,06 dặm vuông Anh). Khu vực xung quanh hồ có nhiều đường mòn để đi bộ.
Hồ Nhật Nguyệt không cho phép bơi nhưng hằng năm sẽ có cuộc thi bơi 3 km được gọi là lễ hội bơi lội tại hồ Nhật Nguyệt được tổ chức vào dịp Tết Trung thu. Lễ hội bơi lội tại hồ Nhật Nguyệt được tổ chức lần đầu vào năm 1983 và lọt vào danh sách 50 giải bơi lội hàng đầu châu Á và 100 giải bơi lội hàng đầu thế giới. Tất cả mọi người trên 10 tuổi có thể bơi quãng dài đều có thể tham gia, không phân biệt quốc gia. Trong những năm gần đây số lượng người tham gia đã đạt gần mười ngàn người. Ngoài ra các hoạt động khác cùng thời điểm bao gồm pháo hoa, trình diễn đèn laze, và buổi hòa nhạc.
Hồ và vùng ngoại thành xung quanh được chỉ định là một trong mười ba danh thắng quốc gia tại Đài Loan. Văn Võ miếu được xây dựng sau khi mực nước dâng lên từ việc xây dựng một con đập khiến những ngôi đền nhỏ phải dỡ bỏ. Chùa Từ Ân (慈恩塔; Cí'ēn Tǎ) đã được xây dựng bởi tổng thống Tưởng Giới Thạch vào năm 1971 để tưởng nhớ mẹ của ông. Những ngôi đền khác bao gồm đền đền Tiễn Ánh, đền Huyền Trang (玄奘寺; Xuánzàng Sì) và đền Huyền Quang  (玄光寺; Xuánguāng Sì).